# Guyana az 1980. évi nyári olimpiai játékokon
Guyana a szovjetunióbeli Moszkvában megrendezett 1980. évi nyári olimpiai játékok egyik részt vevő nemzete volt. Az országot az olimpián 3 sportágban 8 sportoló képviselte, akik összesen 1 érmet szereztek. Guyana első érmét szerezte az olimpiai játékok történetében.

## Érmesek
| Érem  | Versenyző       | Sportág   | Versenyszám |
| ----- | --------------- | --------- | ----------- |
| Bronz | Michael Anthony | Ökölvívás | Harmatsúly  |

## Atlétika
Férfi
| Versenyző    | Versenyszám | Előfutam | Előfutam | Előfutam | Negyeddöntő | Negyeddöntő | Negyeddöntő | Elődöntő | Elődöntő | Elődöntő | Döntő   | Döntő    |
| Versenyző    | Versenyszám | Idő      | Hely.    | Össz.    | Idő         | Hely.       | Össz.       | Idő      | Hely.    | Össz.    | Idő     | Helyezés |
| ------------ | ----------- | -------- | -------- | -------- | ----------- | ----------- | ----------- | -------- | -------- | -------- | ------- | -------- |
| James Gilkes | 100 m       | 10,34    | 1.       | 4.*      | 10,26       | 1.          | 5.          | 10,44    | 5.       | 7.       | kiesett | kiesett  |
| James Gilkes | 200 m       | 21,07    | 1.       | 4.       | 20,83       | 2.          | 3.*         | 20,87    | 5.       | 8.       | kiesett | kiesett  |

Női
| Versenyző      | Versenyszám | Előfutam | Előfutam | Előfutam | Negyeddöntő | Negyeddöntő | Negyeddöntő | Elődöntő | Elődöntő | Elődöntő | Döntő   | Döntő    |
| Versenyző      | Versenyszám | Idő      | Hely.    | Össz.    | Idő         | Hely.       | Össz.       | Idő      | Hely.    | Össz.    | Idő     | Helyezés |
| -------------- | ----------- | -------- | -------- | -------- | ----------- | ----------- | ----------- | -------- | -------- | -------- | ------- | -------- |
| Jennifer Innis | 100 m       | 11,79    | 6.       | 26.*     | kiesett     | kiesett     | kiesett     | kiesett  | kiesett  | kiesett  | kiesett | kiesett  |

| Versenyző      | Versenyszám | Selejtező | Selejtező | Döntő    | Döntő    |
| Versenyző      | Versenyszám | Eredmény  | Helyezés  | Eredmény | Helyezés |
| -------------- | ----------- | --------- | --------- | -------- | -------- |
| Jennifer Innis | Távolugrás  | 644 cm    | 13.       | 610 cm   | 13.      |

* - egy másik versenyzővel azonos eredményt ért el

## Kerékpározás

### Pálya-kerékpározás
Sprintverseny
| Versenyző    | Versenyszám  | 1. forduló                 | 1. forduló | Vigaszág                       | Vigaszág | Döntő                  | Döntő | 2. forduló                    | 2. forduló | Vigaszág                         | Vigaszág | Nyolcaddöntő               | Nyolcaddöntő | Vigaszág                                          | Vigaszág | Döntő                | Döntő   | Negyeddöntő          | 5–8. helyért           | 5–8. helyért | Elődöntő             | Döntő                | Helyezés |
| Versenyző    | Versenyszám  | Ellenfelek Győztes idő     | Hely       | Ellenfelek Győztes idő         | Hely     | Ellenfelek Győztes idő | Hely  | Ellenfél Győztes idő          | Hely       | Ellenfél Győztes idő             | Hely     | Ellenfelek Győztes idő     | Hely         | Ellenfelek Győztes idő                            | Hely     | Ellenfél Győztes idő | Hely    | Ellenfél Győztes idő | Ellenfelek Győztes idő | Hely         | Ellenfél Győztes idő | Ellenfél Győztes idő | Helyezés |
| ------------ | ------------ | -------------------------- | ---------- | ------------------------------ | -------- | ---------------------- | ----- | ----------------------------- | ---------- | -------------------------------- | -------- | -------------------------- | ------------ | ------------------------------------------------- | -------- | -------------------- | ------- | -------------------- | ---------------------- | ------------ | -------------------- | -------------------- | -------- |
| James Joseph | Férfi egyéni | Henrik Salée (DEN) · 11,24 | 2.         | Fawzi Abdussalam (LBA) · 11,08 | 1.       |                        |       | Szergej Kopilov (URS) · 10,55 | 2.         | Terry Tinsley (GBR) · idő nélkül | 1.       | Lutz Heßlich (GDR) · 10,75 | 2.           | Kenrick Tucker (AUS) · Henrik Salée (DEN) · 11,25 | 3.       | kiesett              | kiesett | kiesett              | kiesett                | kiesett      | kiesett              | kiesett              | kiesett  |

Időfutam
| Név          | Versenyszám  | Idő      | Helyezés |
| ------------ | ------------ | -------- | -------- |
| Errol McLean | Férfi egyéni | 1:09,991 | 14.      |

## Ökölvívás
| Versenyző       | Versenyszám  | Selejtező         | 32-es főtábla                   | Nyolcaddöntő                 | Negyeddöntő                 | Elődöntő                         | Döntő             | Helyezés |
| Versenyző       | Versenyszám  | Ellenfél Eredmény | Ellenfél Eredmény               | Ellenfél Eredmény            | Ellenfél Eredmény           | Ellenfél Eredmény                | Ellenfél Eredmény | Helyezés |
| --------------- | ------------ | ----------------- | ------------------------------- | ---------------------------- | --------------------------- | -------------------------------- | ----------------- | -------- |
| Michael Anthony | Harmatsúly   | erőnyerő          | Nureni Gbadamosi (NGR) · 5:0    | Fayez Zaghloul (SYR) · 3:2   | Daniel Zaragoza (MEX) · RSC | Juan Hernández Pérez (CUB) · 0:5 | kiesett           |          |
| Fitzroy Brown   | Pehelysúly   | erőnyerő          | Abílio Cabral (ANG) · 5:0       | Luis Pizarro (PUR) · 0:5     | kiesett                     | kiesett                          | kiesett           | 9.       |
| Barry Cambridge | Kisváltósúly |                   | Boualem Bel Alouane (ALG) · 0:5 | kiesett                      | kiesett                     | kiesett                          | kiesett           | 17.      |
| Alfred Thomas   | Középsúly    |                   | erőnyerő                        | Valentin Silaghi (ROU) · 0:5 | kiesett                     | kiesett                          | kiesett           | 9.       |